# Devin Duvernay
Devin Duvernay (Sachse, 12 settembre 1997) è un giocatore di football americano statunitense che milita nel ruolo di wide receiver per i Jacksonville Jaguars della National Football League (NFL).

## Carriera

### Baltimore Ravens
Duvernay al giocò a football con i Texas Longhorns dal 2016 al 2019. Fu scelto nel corso del terzo giro (92º assoluto) del Draft NFL 2020 dai Baltimore Ravens. Debuttò come professionista nella gara del primo turno contro i Cleveland Browns ricevendo un passaggio da 12 yard dal quarterback Lamar Jackson. Nel terzo turno segnò il primo touchdown su ritorno di kickoff della stagione NFL dopo una corsa da 93 yard contro i Kansas City Chiefs. La sua stagione da rookie si chiuse con 20 ricezioni per 201 yard, disputando tutte le 16 partite.
Nel 2021 Duvernay fu convocato per il suo primo Pro Bowl come specialista sui ritorni e inserito nel First-team All-Pro come punt returner. Nel 2022 ebbe fino a quel momento la sua miglior stagione come ricevitore, terminando con i nuovi primati personali in ricezioni (37), yard ricevute (407) e touchdown su ricezione (3).

### Jacksonville Jaguars
Il 13 marzo 2024 Duvernay firmò un contratto biennale con i Jacksonville Jaguars.

## Palmarès
- Convocazioni al Pro Bowl: 2

2021, 2022
- First-team All-Pro: 1

2021

## Famiglia
Duvernay è il cugino del quarterback degli Arizona Cardinals Kyler Murray.